# Lago di Ariamacina
Lago di Ariamacina er en sø i Cosenza, Calabrien, i det sydlige Italien. Den ligger i bjergkæden La Sila i Nationalpark Sila. Floden Neto løber gennem søen, som er et reservoir bygget mellem 1953 og 1955 med en dæmning over Neto for at producere vandkraft. Nord for søen ligger Lago di Cecita og mod syd søen Lago Arvo.

## References
1. ↑  The Times Comprehensive Atlas of the World (13 udgave). London: Times Books. 2011. s. 78 L5. ISBN 9780007419135.